# Выборгская Дубровка
Вы́боргская Дубро́вка — упразднённая деревня на территории Дубровского городского поселения Всеволожского района Ленинградской области.

## История
Впервые упоминается в Писцовой книге Водской пятины 1500 года.
Село Дубровка упоминается на карте окружности Санкт-Петербурга 1810 года.

ДУБРОВКА (что на Выборгской стороне) — деревня, принадлежит Казённому ведомству, жителей по ревизии: 82 м. п., 86 ж. п.;

При оной: Два стеклянных завода. (1838 год)

ДУБРОВКА ВЫБОРГСКАЯ — деревня Ведомства государственного имущества, по просёлкам, 33 двора, 100 душ м. п. (1856 год)

Число жителей деревни по X-ой ревизии 1857 года: 105 м. п., 102 ж. п..

ВЫБОРГСКАЯ ДУБРОВКА — деревня казённая при р. Неве, 35 дворов, 121 м. п., 101 ж. п.; (1862 год)

Согласно подворной переписи 1882 года в деревне проживали 54 семьи, число жителей: 137 м. п., 130 ж. п., лютеране: 7 м. п., 9 ж. п., разряд крестьян — государственные, а также пришлого населения 1 семья, в ней: 3 м. п., 2 ж. п., все лютеране.
В 1909 году деревня насчитывала 53 двора.
До революции на надельных землях деревни Выборгская Дубровка находились песчаные копи, крестьяне перевозили дрова и разного рода товары из Шлиссельбурга, служили наёмными рабочими на судах и пароходах, занимались рыболовством.
В XIX веке деревня административно относилась к Ивановской волости 2-го стана Шлиссельбургского уезда Санкт-Петербургской губернии, в начале XX века — 1-го стана.
- Деревня Выборгская Дубровка. 1910-е годы.

По административным данным 1933 года деревня была административным центром Выборгско-Дубровского сельсовета общее население которого составляло 1600 человек.
В 1940 году Выборгская Дубровка насчитывала 132 двора.
Деревня исчезла в 1942 году во время Великой Отечественной войны.
Сейчас на берегу Невы есть памятная гранитная стела с надписью: «Потомок знай. Здесь с XV века была деревня Выборгская Дубровка. Уничтожена в 1942 г.». От деревни сохранились остатки фундаментов.